# Miguel Alemán Valdés
Miguel Alemán Valdés (Sayula, Veracruz, 29 de septiembre de 1900-Ciudad de México, 14 de mayo de 1983) fue un abogado, empresario y político mexicano que se desempeñó como presidente de México del 1 de diciembre de 1946 al 30 de noviembre de 1952.
Su administración se caracterizó por convertir el Territorio Norte de Baja California como estado, la creación de la Ciudad Universitaria y la industrialización de México. A pesar de los logros y avances significativos, hubo críticas relacionadas por los actos de corrupción y nepotismo durante su gobierno.
Fue miembro de las academias de la lengua de México, de España, de Colombia y de Nicaragua, y recibió el grado de doctor honoris causa de varias universidades nacionales y extranjeras. Con él se inició el país de los "Cachorros de la Revolución", como los llamó Vicente Lombardo Toledano.

## Primeros años
Miguel Alemán nació el 29 de septiembre de 1900 en Sayula de Alemán (antes Zayultepec), pueblo al sureste del estado de Veracruz; fue el primero de los dos hijos de Miguel Alemán González, general revolucionario y principal dirigente de dicho movimiento en su estado, y de Tomasa Valdés Ledesma. No se sabe mucho de sus ascendientes;[cita requerida] tanto sus abuelos paternos como los maternos eran veracruzanos. Su hermano Carlos, que estudiaría más tarde odontología en Guadalajara, nació poco tiempo después; su medio-hermano Antonio, hijo del primer matrimonio de su padre, vivía con su familia. Las primeras letras las aprendió con las maestras Mortera en Sayula, donde vivió la familia hasta 1913. Después pasó a la escuela primaria local, donde el mobiliario era tan pobre que sus estudiantes debían sentarse en cajas de jabón para recibir las clases. 
Miguel convivió desde pequeño con los indígenas popolucas y aprendió un poco de su lengua mixeana, se enseñó a montar caballos y mulas y trabajó guiando viajeros o repartiendo leche en todo el municipio a caballo. La azarosa e inestable condición de vida de su padre llevó a la familia a mudarse numerosas veces. Primero a Acayucan con sus abuelos paternos Cristóbal Alemán y Francisca González; y después con los maternos Donaciano Valdés y Margarita Ledesma a Oluta, donde la numerosa familia de los Valdés tenía pequeños negocios agrícolas, ganaderos y fabricaban jabón para los habitantes del pueblo. Luego pasaron a vivir a Coatzacoalcos, a fin de reunirse con su padre que había sido ascendido y era jefe de armas local; y finalmente se asentaron en Orizaba, lugar al que llegaron a principios de 1915. Ahí, mientras su madre atendía un estanquillo, Miguel pudo seguir con sus estudios en la escuela primaria Modelo y, más tarde, en el Colegio Joaquín Oropeza.

## 1920-1925: Bachillerato y El Águila
Para que Alemán pudiera estudiar el bachillerato, en 1920 la familia se impuso una mudanza más, a la Ciudad de México. Ahí ingresó a la Escuela Nacional Preparatoria. Como el número de alumnos inscritos era numeroso que rebasaba los límites del cupo escolar, fue necesario establecer un grupo más para los muchachos provincianos que habían cursado sus estudios irregularmente; al que se le llamó "Grupo H". En esa casa de estudios fundó y participó en el periodiquito intitulado Eureka entre 1920 y 1925 junto con Antonio Ortiz Mena, Gabriel Ramos Millán y Héctor Pérez Martínez; con quienes realizó actividades de todo tipo: desde asistir a actividades políticas estudiantiles, hasta ir a balnearios y a días de campo. Estudiando la universidad, Miguel tuvo que suspender sus estudios en dos ocasiones por razones económicas. La primera para ayudarle a su padre, quien le aconsejó no seguir la carrera militar; y otra cuando se agotó el dinero en su familia y tuvo que regresar a Coatzacoalcos, donde su madre abrió una tienda de abarrotes y él consiguió empleo en la compañía petrolera El Águila, donde aprendió inglés y fue escribiente y auxiliar del geólogo Robert Pike, con quien entablaría una buena amistad.

## Escuela Nacional de Jurisprudencia (1925)
En 1925 se matriculó en la Escuela Nacional de Jurisprudencia, donde por su rostro afilado y su carácter juguetón era apodado “El Pajarito”. En la Universidad se reencontró con varios de sus compañeros del Grupo H, y en septiembre de 1927, Alemán les propuso la firma de un pacto de ayuda mutua denominado grupo H-1920. Miguel Alemán logró acabar su licenciatura en derecho en tres años, recibiéndose el 29 de junio de 1928 con la tesis “Las enfermedades y riesgos profesionales”, producto de un buen trabajo de campo que realizó en las minas de Real del Monte, en Pachuca.

## Carrera política
Desde los primeros años de su vida profesional litigó siempre en defensa de los derechos de los trabajadores; se dedicó de lleno a defender a los mineros de Pachuca, a donde iba todos los días por seis años con sus amigos Fernando Casas Alemán y Gabriel Ramos Millán. Como su tesis profesional la hizo sobre los problemas laborales y sus compensaciones, logró en sus luchas contra las compañías mineras que se reconociera a la silicosis como una enfermedad profesional, para hacer valer los derechos de estos trabajadores. Su tesis como abogado, sobre riesgos y enfermedades profesionales, fue tomada como base para la legislación obrera vigente. Alemán ejerció su profesión por un corto tiempo en Tamaulipas, y después en Las Choapas, Veracruz, litigando a favor del sindicato petrolero. Tras la muerte de su padre en 1929, regresó a la Ciudad de México y consiguió trabajo en el despacho de su tío paterno, el político Eugenio Méndez. A principios de 1931 contrajo matrimonio con la guanajuatense Beatriz Velasco, tuvieron tres hijos; Miguel, Beatriz y Jorge Francisco. Ese mismo año, la sobresaliente labor de alemán fue reconocida y fue nombrado abogado auxiliar de la Secretaría de Agricultura y Fomento, donde más tarde ocupó la dirección del Departamento Forestal. A la creación de las Juntas Federales de Conciliación y Arbitraje, renuncia a la burocracia y se pone a litigar. Asociado con sus amigos 
y ex condiscípulos Gabriel Ramos Millán, Manuel Ramírez Vázquez, Rogerio de la Selva, Fernando Casas Alemán y Raúl López Sánchez; abrió una pequeña firma de abogados en la calle Humboldt. Su especialidad era el derecho laboral; defendió a trabajadores y representaba sindicatos: los mineros de Real del Monte y los petroleros de El Águila. También empleaba sus buenos contactos con políticos veracruzanos para acercarse a sindicatos transportistas.

## Partido Nacional Revolucionario, negocios en bienes raíces, diputado y senador (1929-1935)

Partido Nacional Revolucionario.

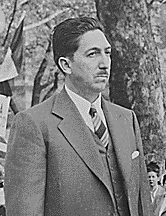
Miguel Alemán Valdés.

En 1929 ingresa al Partido Nacional Revolucionario y en 1932 lanza su candidatura a la diputación por Coatzacoalcos. Había hipotecado su casa, vendido algunos de sus muebles y un fino reloj para solventar la campaña; sin embargo, el PNR se decidió por un pariente de la familia Franyuti. En 1932 es candidato a diputado federal suplente (14.º Distrito Acayucan-Puerto México) por el Partido Nacional Revolucionario, y Eugenio Méndez Aguirre, allegado al coronel Adalberto Tejeda Olivares, es el candidato propietario. Alemán incluso fue amenazado de muerte por un asesino a sueldo. Gabriel Ramos Millán convenció a todos los socios del bufete de que "no le tuvieran miedo a los seis ceros", e incursionaron en el mundo de los negocios, para los cuales Alemán mostró grandes aptitudes desde pequeño. Ramos Millán compró, a crédito y a dos pesos el metro cuadrado, los terrenos del rancho Polanco, que fraccionó con utilidades astronómicas para formar las colonias Polanco y Rincón del Bosque. A cambio de que realizara trabajos de litigante, entregaba a Alemán un porcentaje de las acciones. Además, el licenciado Alemán adquirió, a un precio muy bajo, los terrenos del Rancho Los Pirules, que años después albergarían a Ciudad Satélite y a otras colonias anexas. Los jóvenes abogados urbanizaron, con apoyo del general Manuel Ávila Camacho, terrenos en Cuernavaca. En un extremo del bosque de Chapultepec, Alemán y sus amigos construyeron hermosas residencias de tipo californiano. Los negocios de bienes raíces le proporcionaron, en sus propias palabras, la seguridad necesaria para proseguir libre de presiones su carrera política. 
En 1933, Alemán dirigió la campaña presidencial de Lázaro Cárdenas en Veracruz, quien en reciprocidad, un año más tarde, lo acomodaría en la magistratura del Tribunal Superior de Justicia del Distrito y Territorios Federales. Con el apoyo del antiguo amigo de su familia, el general Cándido Aguilar, y del secretario del presidente Luis I. Rodríguez, en 1935 Alemán se postuló para senador por su estado.

### Ingreso a la masonería
Miguel Alemán Valdés ingresó a la masonería el 20 de octubre de 1930.

## Gobernador de Veracruz (1936-1939)
En junio de 1936, en el Café de Tacuba de la Ciudad de México, fue asesinado el candidato a gobernador Manlio Fabio Altamirano Flores. Su cercana colaboración con el general Cárdenas así como su propia habilidad política le permitieron a Alemán ser nombrado candidato a la gubernatura de Veracruz. El 1 de diciembre de 1936, Alemán tomó posesión de su nuevo cargo. Integró su gabinete con sus amigos y antiguos compañeros de estudio. Sus objetivos principales estaban enfocados a modernizar la administración pública y consolidar una labor constructiva. Por eso emitió una ley inquilinaria. Con el apoyo del presidente Cárdenas, puso fin a veinte años del conflicto religioso en su estado y concedió de buena gana la reapertura de las iglesias. Otro de sus triunfos fue la unificación campesina. Con la expropiación petrolera, Alemán viajó a la Ciudad de México y encabezó un bloque de gobernadores que avalaron la decisión presidencial. Veracruz fue su experimento local de modernización, el mismo que pondría en práctica en la presidencia.

## Secretario de Gobernación (1940-1945)

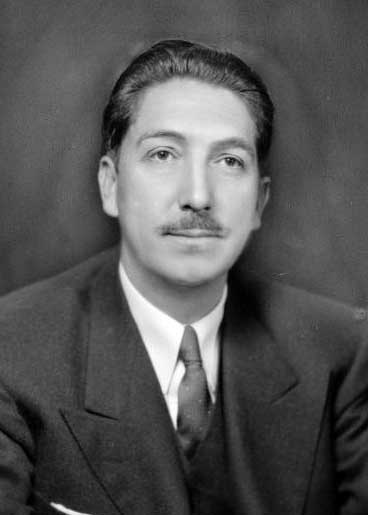
Miguel Alemán, en 1945.

El general Manuel Ávila Camacho sacó a Alemán de la gubernatura para hacerlo coordinador de su campaña presidencial. Tras la hazaña de haber sido director de la campaña por Ávila Camacho, que con buenas y malas mañas Alemán había sacado adelante; a nadie sorprendió que el nuevo presidente lo integrara en su gabinete, confiriéndole el cargo de Secretario de Gobernación, que desempeñó cabalmente del 1 de diciembre de 1940 al 18 de junio de 1945. Durante su estancia en esa secretaría, Alemán impulsó el turismo, la cinematografía y la regeneración penitenciaria. Sin embargo, limitó la libertad de expresión al hacer que se despidiera a un reportero de El Universal por el simple hecho de publicar artículos críticos sobre la política inflacionaria. Siendo secretario de Gobernación, su mayor problema fue enfrentar la enemistad con Maximino Ávila Camacho, causa por la que presentó su renuncia muchas veces, la cual no fue aceptada por el presidente Ávila Camacho.

## Campaña presidencial (1946)
Con la muerte inesperada, en todo caso oportuna, de Maximino, la candidatura de Alemán a la presidencia ya no se topaba con ningún obstáculo. Para las elecciones de 1946 se presentaron cuatro candidatos: Miguel Alemán Valdés por el PRI, Ezequiel Padilla por el Partido Democrático Mexicano y el Partido Acción Nacional, el general Agustín Castro por el Partido Nacional Constitucionalista y el general Enrique Calderón por el Partido Reivindicador Popular Revolucionario. Sin embargo, el opositor más fuerte de Miguel Alemán fue Ezequiel Padilla, exsecretario de Relaciones Exteriores. El Jefe de su campaña política fue Ramón Beteta Quintana.

## Presidente de México (1946-1952)
El 7 de julio de 1946 se efectuaron las elecciones. Los resultados no fueron sorpresivos, con 1 786 901 votos, Alemán Valdés se convierte en el nuevo presidente de México. Tras un escándalo de fraude electoral, Miguel Alemán Valdés asumió la presidencia el 1 de diciembre de 1946 en el Palacio de Bellas Artes, declarado recinto oficial. 
Durante su gestión, en 1951, recibió el título de doctor honoris causa por la Universidad Autónoma de Sinaloa.

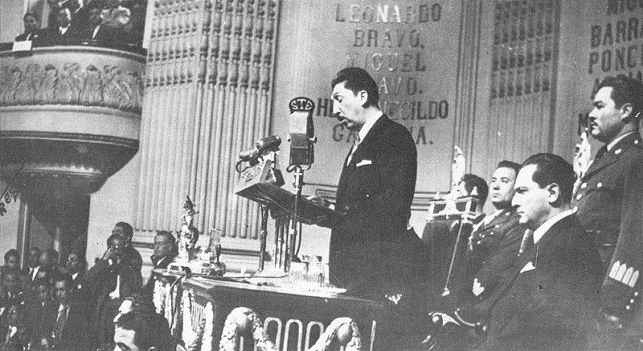
Miguel Alemán Valdés, en el Congreso de la Unión.

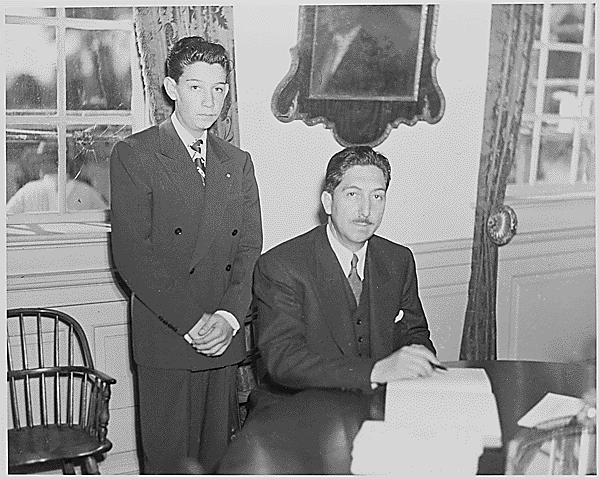
Miguel Alemán Valdés y su hijo de 15 años Miguel Alemán Velasco, al firmar el libro de visitas de Mount Vernon en 1947.

### Política interna
Se modificó el artículo 27 constitucional, en el cual se otorgó mayor extensión para la pequeña propiedad haciendo que los grandes propietarios incrementaran su patrimonio. Nombró como Secretario de Hacienda y Crédito Público durante todo su mandato a Ramón Beteta Quintana.

### Política económica
El régimen alemanista concilió los intereses entre los empresarios y trabajadores, con el propósito de que olvidaran la lucha de clases y se propiciara el desarrollo del capitalismo, con la promesa de que ambos sectores saldrían beneficiados económicamente. [cita requerida]
El partido oficial (PRI) organizó la CNOP (Confederación Nacional de Organizaciones Populares), cuyo fin era el coordinar al sector popular. También la clase gobernante se repartía sus cuotas de poder, diputaciones, gubernaturas y otras para cuidar sus intereses. La deuda externa se incrementó a 346 millones de dólares, porque el gasto público aumentó, faltaron inversiones en áreas productivas y el gobierno recurrió al crédito externo. Como resultado, el peso fue devaluado un 90% y se cotizó a $8.65 pesos por dólar.

### Industrialización del país
Durante su periodo presidencial, el país aumentó considerablemente su red de carreteras, vías férreas y obras públicas; se mejoraron los sistemas de riego y creció el reparto agrario. También se favoreció la inversión privada. Se diversificaron las industrias automotrices, de motores, electrodomésticos y cadenas hoteleras. Impulsó el turismo y sobre todo el puerto de Mazatlán.

### Política educativa y cultural
Se reformó el artículo 3° de la Constitución, se emprendieron campañas para contrarrestar el analfabetismo; se crearon la Dirección General de Enseñanza Normal, el Instituto Nacional de Pedagogía, el Instituto Nacional de Bellas Artes y Literatura y el Colegio Técnico de Educación Superior e Investigación Científica.[cita requerida] También se inauguraron las primeras instalaciones de la Ciudad Universitaria, sede principal de la Universidad Nacional Autónoma de México. Miguel Alemán se reunió en Chihuahua, en el Palacio de Gobierno, con el primer dirigente de la sección 42 del SNTE (Sindicato Nacional de Trabajadores de la Educación), Arnulfo Acosta Ochoa, y pidió la nivelación de salarios con los maestros federales.

### Política obrera y campesina
Ésta política fue represiva, antiobrera. Las manifestaciones obreras que fueron reprimidas por la fuerza pública tuvieron su origen en el bajo y escaso salario y la antidemocracia sindical, pues el gobierno imponía líderes "charros", es decir, ilegítimos y corruptos.[cita requerida] Durante su presidencia Miguel Alemán se sumó a la política anticomunista de Estados Unidos, se creó un comité de actividades anticomunistas cuyo principal objetivo era hostigar a intelectuales y políticos por su filiación marxista, y que proliferaban la fundación de varias asociaciones políticas con esta tendencia, proscribiendo al Partido Político Obrero y el Partido Popular, de ideas izquierdistas.
Surgen varias manifestaciones por el gran descontento que existía en el sector campesino. Debido a que durante la presidencia de Manuel Ávila Camacho se había iniciado una tendencia de disminuir la dotación de tierras para los campesinos y estimulado la concentración de tierras en grandes haciendas, sucediéndose huelgas y manifestaciones.

### Creación de la Dirección Federal de Seguridad
En 1947 por decreto ordena la creación de la Dirección Federal de Seguridad (D.F.S.)  adscrita a la Secretaría de Gobernación, con la tarea  principal era mantener informado al presidente sobre la situación política y social del país. Fue integrada originalmente por egresados del Colegio Militar y formada después por elementos de diversas dependencias. Su primer director fue el coronel Marcelino Iñurreta de la Fuente, quien decidió capacitar a los primeros miembros de la institución con cursos especiales del FBI, en Washington y en otras escuelas de policía en Estados Unidos.

## Últimos años: Academia Mexicana de la Lengua y Consejo Nacional de Turismo
Fue nombrado miembro de número de la Academia Mexicana de la Lengua, tomó posesión de la silla XXVIII el 12 de junio de 1953, y fue tesorero de esta institución de 1973 a 1983. Promovió la celebración del Primer Congreso de Academias de la Lengua Española, el cual se llevó a cabo en el Palacio de Bellas Artes y por el que posteriormente se formó la Asociación de Academias de la Lengua Española. Fue nominado en 1952 y 1953 al Premio Nobel de la Paz, por José María Salazar (Presidente de la Asamblea Legislativa de El Salvador) y por Albert Etheart (Ministro de Relaciones Exteriores de Haití), respectivamente, ambas nominaciones motivadas por su esfuerzo panamericano y su contribución por crear el entendimiento internacional con apoyo directo e indirecto de Washington. Al concluir su administración, Alemán contaba con 52 años. En el siguiente sexenio lo "dejaron en la banca", pero en el posterior, el presidente Adolfo López Mateos le asignó la presidencia del Consejo Nacional de Turismo. Miguel Alemán se dedicó a viajar por todo el mundo en calidad de presidente del Consejo. Ejerció el cargo por 25 años, hasta el día de su muerte. Fue presidente de la Academia Mexicana de Derecho Internacional.
Nunca dejó de hacer grandes negocios y llegó a convertirse en uno de los hombres más ricos que ha habido en México. Además, según el historiador Enrique Florescano, el régimen de Alemán permitió que la corrupción invadiera la vida de la sociedad civil, incluidas las instituciones de educación superior. Por otra parte, Francisco Cruz Jiménez, en su libro Los juniors del poder, menciona que el tráfico de droga se "institucionalizó" con su complacencia.

## Fallecimiento
Miguel Alemán Valdés murió de un infarto al corazón, en la Ciudad de México, el 14 de mayo de 1983, a los 82 años, mientras resolvía negocios en el despacho de su casa, en el lujoso barrio de Polanco.